# Rue Tolosane
La rue Tolosane (en occitan : carrièra Tolosana) est une voie de Toulouse, chef-lieu de la région Occitanie, dans le Midi de la France.

## Situation et accès

### Description

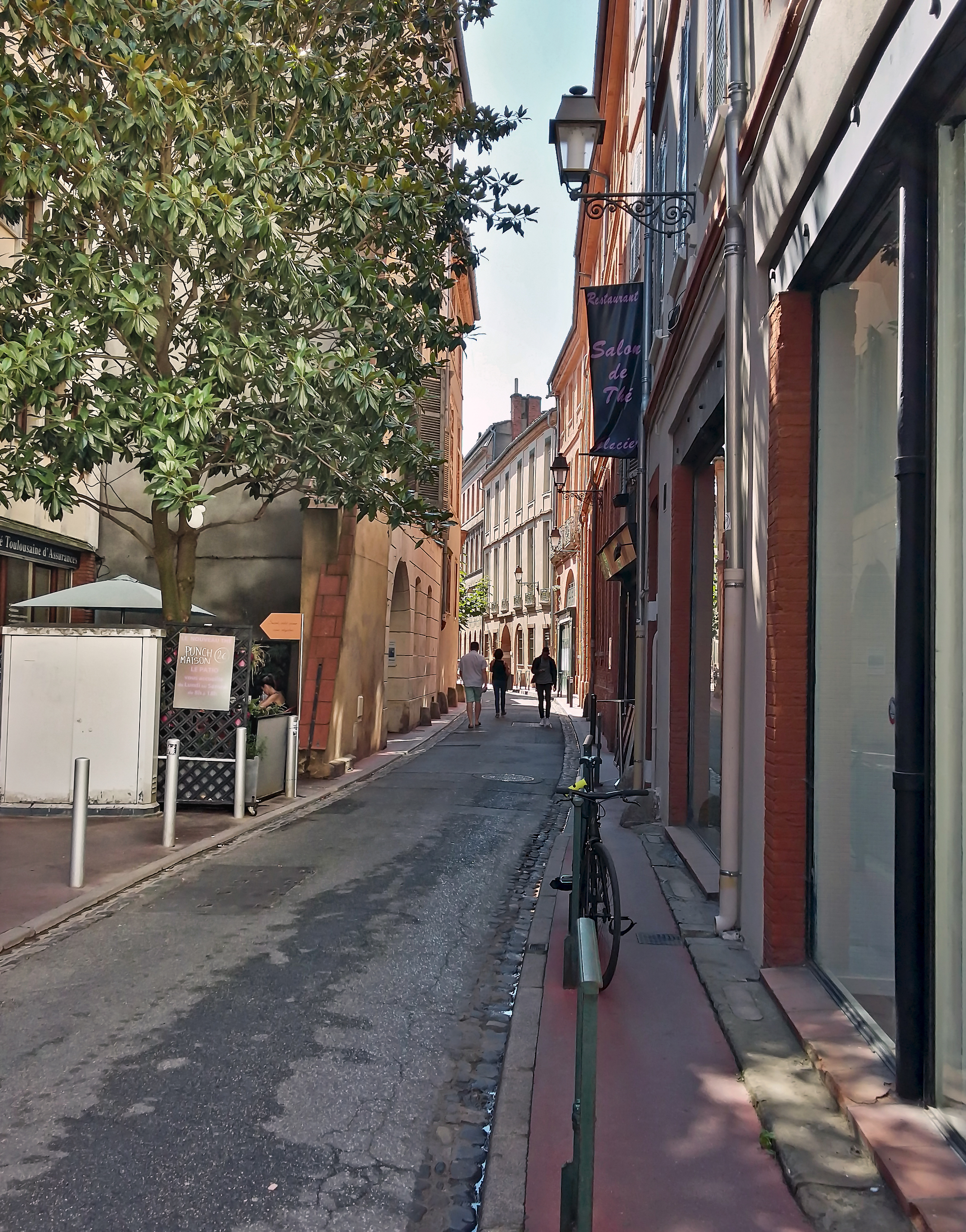
La fin de la rue, vue de la rue Croix Baragnon.

La rue Tolosane est une voie publique de Toulouse. Elle se trouve au cœur du quartier Saint-Étienne, dans le secteur 1 - Centre. Longue de 147 mètres, pratiquement rectiligne et d'orientation nord-sud, la rue Tolosane naît de la place Mage, au carrefour de la rue Merlane qui a son origine sur cette même place. Relativement étroite, elle n'est large que de 4 mètres, pour s'élargir à 7 mètres dans les parties qui ont été remaniées au XIXe siècle. Elle se termine au croisement de la rue Croix-Baragnon, à l'emplacement de l'ancienne place de ce nom. Elle est prolongée au nord par la rue des Arts, puis par la rue de la Pomme, qui aboutit à la place du Capitole.
La chaussée compte une seule voie de circulation automobile en sens unique de la place Mage vers la rue Croix-Baragnon. Elle est définie comme une zone de rencontre et la vitesse y est limitée à 20 km/h. Il n'existe pas d'aménagement cyclable, quoiqu'elle soit à double-sens cyclable.

### Voies rencontrées
La rue Tolosane rencontre les voies suivantes, dans l'ordre des numéros croissants (« g » indique que la rue se situe à gauche, « d » à droite) :
1. Place Mage (g)
2. Rue Merlane (d)
3. Rue Croix-Baragnon

### Transports
La rue Tolosane se trouve à proximité des stations Esquirol, sur la ligne de métro , et Carmes, sur la ligne de métro . De même, elle est proche des arrêts des lignes de Linéo L4 et de bus 44, ainsi que de la navette Ville.
Plusieurs stations de vélo en libre service VélôToulouse se trouvent dans les rues voisines : les stations no 10 (15 place Étienne-Esquirol), no 25 (1 rue des Tourneurs) et no 46 (1 place des Carmes).

## Odonymie

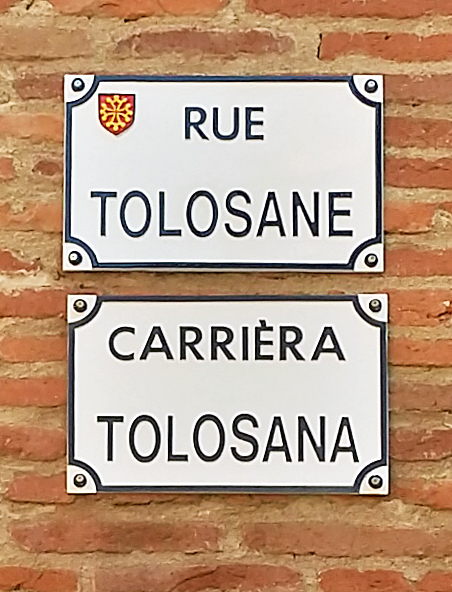
Plaques de rue en français et en occitan.

La rue Tolosane portait déjà ce nom au XIIIe siècle. Il est probable qu'elle tenait ce nom d'une famille noble qui y habitait au Moyen Âge : soit la famille Toulouse, comme dans le cas de la rue des Toulousains (actuelle rue de la Fonderie), soit la famille Natholosa, puisqu'on connaît un Raimond de Natholosa, notaire à la fin du XIIIe et au début du XIVe siècle, impliqué dans une affaire entre les Augustins et le chapitre de Saint-Étienne, et un moine augustin au couvent de Toulouse au cours du XIVe siècle, Guillaume de Natholosa.
En 1794, pendant la Révolution française, la rue reçut l'appellation de Chauvin-Dragon, du nom d'un dragon de l'armée révolutionnaire des Pyrénées, du nom de Chauvin. Soldat au 18e régiment de dragons, il se distingua en 1793 lors de combats contre les Espagnols au Pays basque et mourut le 23 juillet 1793 à Biriatou – son nom fut d'ailleurs donné par les autorités révolutionnaires à la commune de Saint-Jean-de-Luz entre 1793 et 1795. La rue Tolosane reprit cependant rapidement son premier nom.

## Histoire

### Moyen Âge et période moderne
Au Moyen Âge, la rue Tolosane appartient, du côté ouest, au capitoulat de la Pierre, et, du côté est, au capitoulat de Saint-Étienne. Elle se trouve sur le tracé d'une des principales voies qui traversent Toulouse, depuis la Porte narbonnaise au sud à la Porterie au nord. Elle se trouve également au croisement de l'un des principaux axes est-ouest, entre la porte Saint-Étienne et le Pont-Vieux.
Elle appartient, comme les autres rues des capitoulats de Saint-Barthélémy et de Saint-Étienne, au quartier parlementaire, qui couvre presque tout le sud-est de la ville. On y trouve en grand nombre des parlementaires, des capitouls, des avocats et des trésoriers. La rue est donc bordée d'hôtels opulents, pour la plupart construits au XVIe siècle, puis remaniés aux siècles suivants, par certaines des plus importantes familles toulousaines.
Au XVIe siècle, la rue est d'ailleurs marquée par la présence de la famille de Bernuy. En 1536, on trouve dans un hôtel de la rue (partie de l'actuel no 7) un des fils de Jean de Bernuy, Guillaume de Bernuy, baron de Villeneuve-la-Comptal et de Lasbordes, greffier des présentations au parlement de 1533 à 1544. En 1539, il échange son hôtel avec celui de son père (actuel no 5 rue de la Pomme). En 1544, l'hôtel est passé à un frère de Guillaume, Jacques de Bernuy, abbé de La Capelle, conseiller au parlement en 1544 et président de 1545 à 1568. En 1545, c'est François de Garaud, seigneur de Cumyès et de Montesquieu, secrétaire du roi et trésorier général, qui réside non loin (actuel no 8), et épouse Anne de Bernuy, fille de Jean de Bernuy. Plus tard, on retrouve dans l'ancien hôtel de Guillaume de Bernuy, le conseiller au parlement Mathieu de Chalvet, marié à Jeanne, fille de Jean de Bernuy (actuel no 7). Vers 1761, c'est Jean-Antoine de Ramondy, seigneur de La Fouillade et conseiller à la cour des aides de Montauban, qui se fait bâtir une vaste demeure (actuel no 7),.
Signe de la popularité du jeu de paume dans les milieux nobiliaires et bourgeois entre le XVIe siècle et le XVIIe siècle, on trouve une salle réservée à ce jeu dans une maison (partie de l'actuel no 14). Cette salle appartenait aux propriétaires de la maison, Jean de Bonnefoy, seigneur de Montauriol (il habitait cependant plus loin, à l'emplacement de l'actuel no 18), en 1571, puis Charles-François de Bonnefoy, seigneur de Rousac, en 1591, puis Antoine Mossié après 1614,.
Aux côtés des hommes de loi, on trouve également des hommes de lettres. On trouve, au XVIe siècle, le conseiller au parlement Mathieu de Chalvet, mainteneur des Jeux floraux (actuel no 7). Au XVIIe siècle, c'est dans un des hôtels de cette rue (actuel no 4) qu'est né en 1656 l'auteur dramatique Jean Galbert de Campistron, issu d'une famille de capitouls. C'est dans une maison voisine (actuel no 11) qu'est mort Jean-Jacques-Claire Lecomte, marquis de Latresne, avocat général au parlement (1782-1790), poète et doyen de l'Académie des Jeux floraux.
Au XVIIIe siècle, les façades de plusieurs hôtels particuliers sont modifiées, tandis que d'autres hôtels sont reconstruits : seul le logis de Jean de Bonnefoy conserve en partie ses fenêtres à meneaux (actuel no 14). Les propriétaires préfèrent doter leurs hôtels de vastes portails qui facilitent le passage des voitures malgré l'étroitesse de la rue (portails des actuels no 6 et no 14 en particulier).

### Époque contemporaine
Après 1789, les habitants de la rue sont touchés par les bouleversements de la Révolution française. En 1794, le conseiller (1755-1775), puis président au parlement (1775-1790) Jean Desinnocens, qui habitait un hôtel de la rue (actuel no 12), est victime de la Terreur.
Au XIXe siècle, la rue Tolosane reste plutôt à l'écart des travaux de réaménagement et d'élargissement qui touchent les rues de Toulouse. Au sud de la rue, la première maison est détruite afin d'ouvrir la place Mage au nord : un nouvel immeuble de style néo-classique est construit par l'architecte Jacques-Jean Esquié en 1862 (actuel no 34 place Mage). Les façades des premiers immeubles de la rue sont reconstruites dans l'alignement (actuels no 1 et 3). De la même manière, au nord de la rue, le carrefour de la Croix-Baragnon est également élargi lors de la reconstruction, à la même période d'un immeuble de la rue Tolosane (no 20).
Entre 1855 et 1864, l'hôtel Viguerie abrite les services du Bureau de bienfaisance de la ville. Cette institution, héritière des Bouillons des pauvres, institutions charitables créées au XVIIIe siècle et réunies en 1845, s'occupait, avec le concours des Filles de la Charité, de nourrir et soigner les plus démunis. Après avoir été installé à jusqu'en 1855 à l'hôtel Botard (ancien no 3 rue Antonin-Mercié), le Bureau de bienfaisance est déménagé dans la rue Tolosane, en attendant la construction d'un nouveau siège, rue Saint-Jérôme (anciens no 36-36 bis, actuelle place Occitane).

## Patrimoine et lieux d'intérêt

### Hôtels particuliers
- no  5 : hôtel particulier. 
L'hôtel particulier est construit à la fin du XVIIe siècle ou au début du siècle suivant, dans le style classique. L'édifice comprend plusieurs corps de bâtiment qui s'organisent autour d'une cour. L'élévation sur rue est percée d'une porte cochère en plein cintre surmontée d'une corniche, et flanquée d'une arcade bouchée. Les fenêtres du 1er étage sont surmontées d'une corniche et ont des garde-corps en fer forgé du XVIIIe siècle. L'élévation est surmontée d'une corniche moulurée. Dans la cour intérieure, le corps de bâtiment au sud date du XIXe siècle[13].

- no  6 : hôtel Candie. 
L'hôtel est construit au XVIIIe siècle entre la rue Tolosane et la rue Merlane (actuel no 3). La porte cochère, qui s'ouvre sur la première, est surmontée d'une balustrade qui relie des pavillons latéraux, et donne accès à une cour intérieure. Autour de celle-ci, les bâtiments s'élèvent sur trois niveaux[14]. Après la Révolution française, l'hôtel est acheté par Jean-François de Candie[15], puis passe par la suite à Alfred de Candie de Saint-Simon[16].

- no  7 : hôtel Ramondy. 
L'hôtel aurait été construit après 1761 pour Jean-Antoine de Ramondy, seigneur de La Fouillade et conseiller à la cour des aides de Montauban. Il développe sur la rue Tolosane une longue façade de dix travées, rythmée par des pilastres colossaux de style dorique. Le portail est segmentaire, inscrit dans une embrasure rectangulaire dont l'encadrement est recouvert d'un bossage. Les fenêtres sont pourvues, pour certaines d'entre elles au 1er étage, de garde-corps en fer forgé. Le passage qui mène à la cour intérieure est bordé, au sud, par un portique à colonnes, qui mène à un imposant escalier en pierre de taille qui possède une rampe en fer forgé[17],[18].

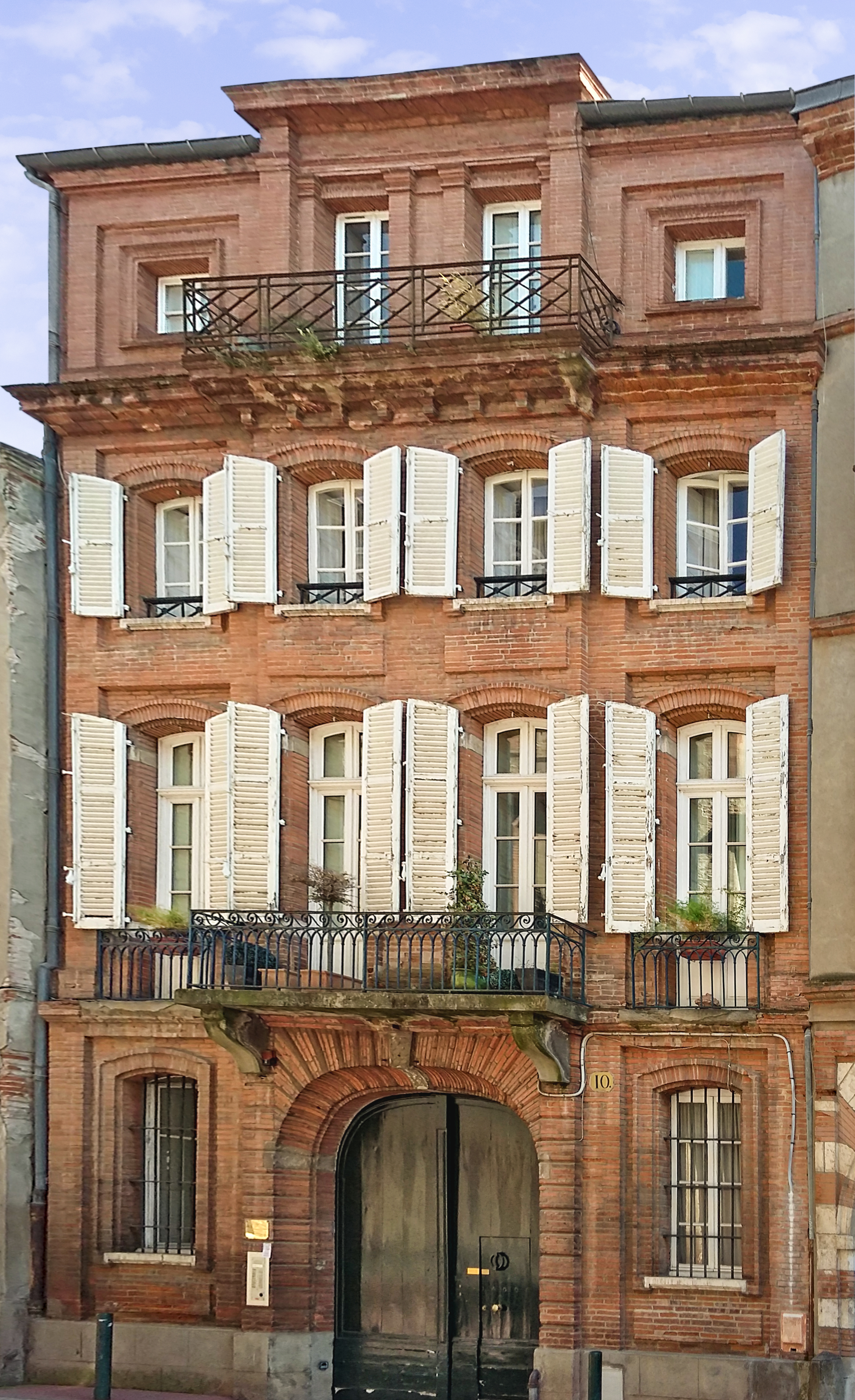
no 10 : façade de l'immeuble.

- no  10 : immeuble, dit hôtel Dambes ou Viguerie.  Inscrit MH (1990, cage d'escalier et porche qui la précède ; façade et fontaine de la deuxième cour ; plafond peint du boudoir situé dans l'appartement du 1er étage)[19]. 
L'immeuble se compose de plusieurs corps de bâtiment organisés autour de deux cours. La façade sur la rue Tolosane date de la deuxième moitié du XVIIIe siècle. Le rez-de-chaussée est ouvert par une porte centrale au décor de bossage, encadrée de deux fenêtres et surmontée d'un balcon. Les étages sont rythmés par quatre travées, mais les deux travées centrales sont mises en valeur par une légère avancée. Au 1er étage, les fenêtres sont ornées de garde-corps en fer forgé aux motifs géométriques, les deux travées centrales partageant un même balcon. Au 2e étage, les travées centrales sont couronnées d'une corniche à modillons, qui soutient un balcon en fer forgé. Les travées centrales de l'étage attique sont délimitées par des pilastres doriques et surmontées d'une fine corniche. 
Les bâtiments qui se développent à l'intérieur de l'îlot sont datés du XVIIe siècle, mais ont été largement remaniées au XIXe siècle. Les façades nord et ouest ont été entièrement reconstruites à cette période au rez-de-chaussée pour y aménager des portails et un porche. La corniche en stuc, de style néo-gothique, est décorée de personnages dans des médaillons disposés entre les modillons. Le décor de la cage d'escalier est d'inspiration néo-classique, tout comme la bibliothèque. Le petit boudoir de l'appartement a conservé un plafond en bois peint[20].

- no  14 : hôtel Foucaud. 
L'hôtel est construit au milieu du XVIIe siècle pour Jacques de Foucaud d'Alzon, conseiller au parlement, originaire de Gaillac où il possède un château qu'il a fait construire en 1650 (actuel musée des Beaux-Arts de la ville). À Toulouse, il réunit trois immeubles différents pour élever son propre hôtel. Celui-ci conserve des éléments plus anciens, peut-être de l'hôtel que possédait au XVIe siècle Jean de Bonnefoy, seigneur de Montauriol et secrétaire du roi : l'élévation sur rue du bâtiment nord a gardé des fenêtres à meneaux du XVIe siècle, de tailles différentes, pour certaines ornées de sculptures. L'hôtel s'organise entre cour et jardin. La cour est séparée de la rue par une clôture et un portail. Les corps de bâtiment qui l'encadrent s'élèvent sur trois niveaux et sont percés de fenêtres rectangulaires couronnées par une corniche. Un double bandeau de brique sépare les étages. L'élévation est couronnée d'une corniche à denticules[21].

## Personnalité

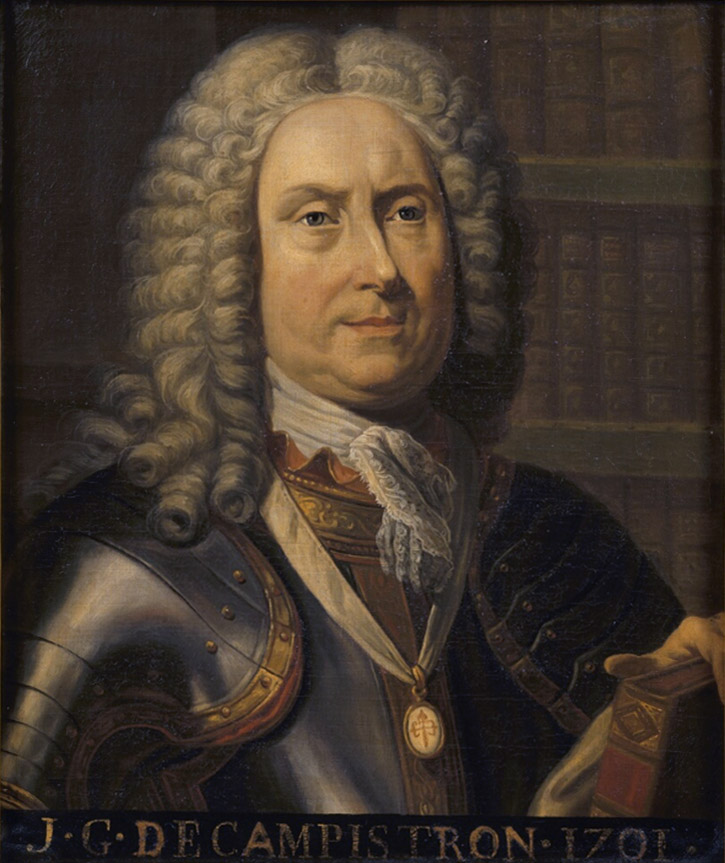
Portrait de Jean Galbert de Campistron (XVIIIe siècle, Institut de France).

- Jean Galbert de Campistron (1656-1723) : parti jeune à Paris, protégé par le duc de Vendôme, il est l'auteur de tragédies et d'opéras. Il était né dans une maison disparue de la rue Tolosane (emplacement de l'actuel no 4). Revenu à Toulouse en 1712 à la mort de son protecteur, il s'installa dans un hôtel de la rue Croix-Baragnon, qu'il avait acheté en 1705[22].